# Aousserd (provincie)
Aousserd is een provincie in de Marokkaanse regio Oued Ed-Dahab - Lagouira.
Aousserd telt 20.513 inwoners op een oppervlakte van 65.917 km².
Aousserd valt binnen de grenzen van de door Marokko bezette Westelijke Sahara.

## Bestuurlijke indeling
De provincie is bestuurlijk als volgt ingedeeld:
| Name        | Geografische code | Type                | Huishoudens | Inwoners (2004) | Buitenlanders | Marokkanen | Opmerkingen |
| ----------- | ----------------- | ------------------- | ----------- | --------------- | ------------- | ---------- | ----------- |
| Lagouira    | 066.01.03.        | Gemeente            | 684         | 3726            | 5             | 3721       |             |
| Aghouinite  | 066.03.03.        | Landelijke gemeente | 43          | 222             | 0             | 222        |             |
| Aousserd    | 066.03.05.        | Landelijke gemeente | 225         | 5832            | 3             | 5829       |             |
| Tichla      | 066.03.07.        | Landelijke gemeente | 102         | 6036            | 8             | 6028       |             |
| Zoug        | 066.03.09.        | Landelijke gemeente | 149         | 833             | 1             | 832        |             |
| Bir Gandouz | 066.05.03.        | Landelijke gemeente | 298         | 3864            | 16            | 3848       |             |

Ben Slimane · Khouribga · Settat · El Jadida · Safi · Boulmane · Fez · Moulay Yacoub · Sefrou · Kénitra · Sidi Kacem · Casablanca · Médiouna · Mohammedia · Nouaceur · Assa-Zag · Guelmim · Tan-Tan · Tata · Boujdour · Es-Semara · Lâayoune · Al Haouz · Chichaoua · Essaouira · Kelâat Es-Sraghna · Marrakech · Al Ismaïlia · El Hajeb · Errachidia · Ifrane · Khénifra · Meknès · Berkane · Figuig · Jerada · Driouch · Nador · Oujda-Angad · Taourirt · Aousserd · Oued ed Dahab · Khémisset · Rabat · Salé · Skhirat-Témara · Agadir-Ida-Ou-Tanane · Inezgane-Aït Melloul · Chtouka-Aït Baha · Ouarzazate · Taroudant · Tiznit · Zagora · Azilal · Béni-Mellal · Chefchaouen · Fahs-Bni Mkada · Larache · Tanger-Asilah · Tétouan · Al Hoceima · Taounate · Taza